# 1964年香港
|        | 香港歷史 \| 香港歷史年表                                                                                                   |
| 世紀： | 19世紀香港 \| 20世紀香港 \| 21世紀香港                                                                                     |
| 年代： | 1930年代香港 \| 1940年代香港 \| 1950年代香港 \| 1960年代香港 \| 1970年代香港 \| 1980年代香港 \| 1990年代香港               |
| 年份： | 1960年香港 \| 1961年香港 \| 1962年香港 \| 1963年香港 \| 1964年香港 \| 1965年香港 \| 1966年香港 \| 1967年香港 \| 1968年香港 |
| 紀年： | 甲辰年（龙年）、香港開埠123周年、香港重光19周年                                                                            |

## 政府

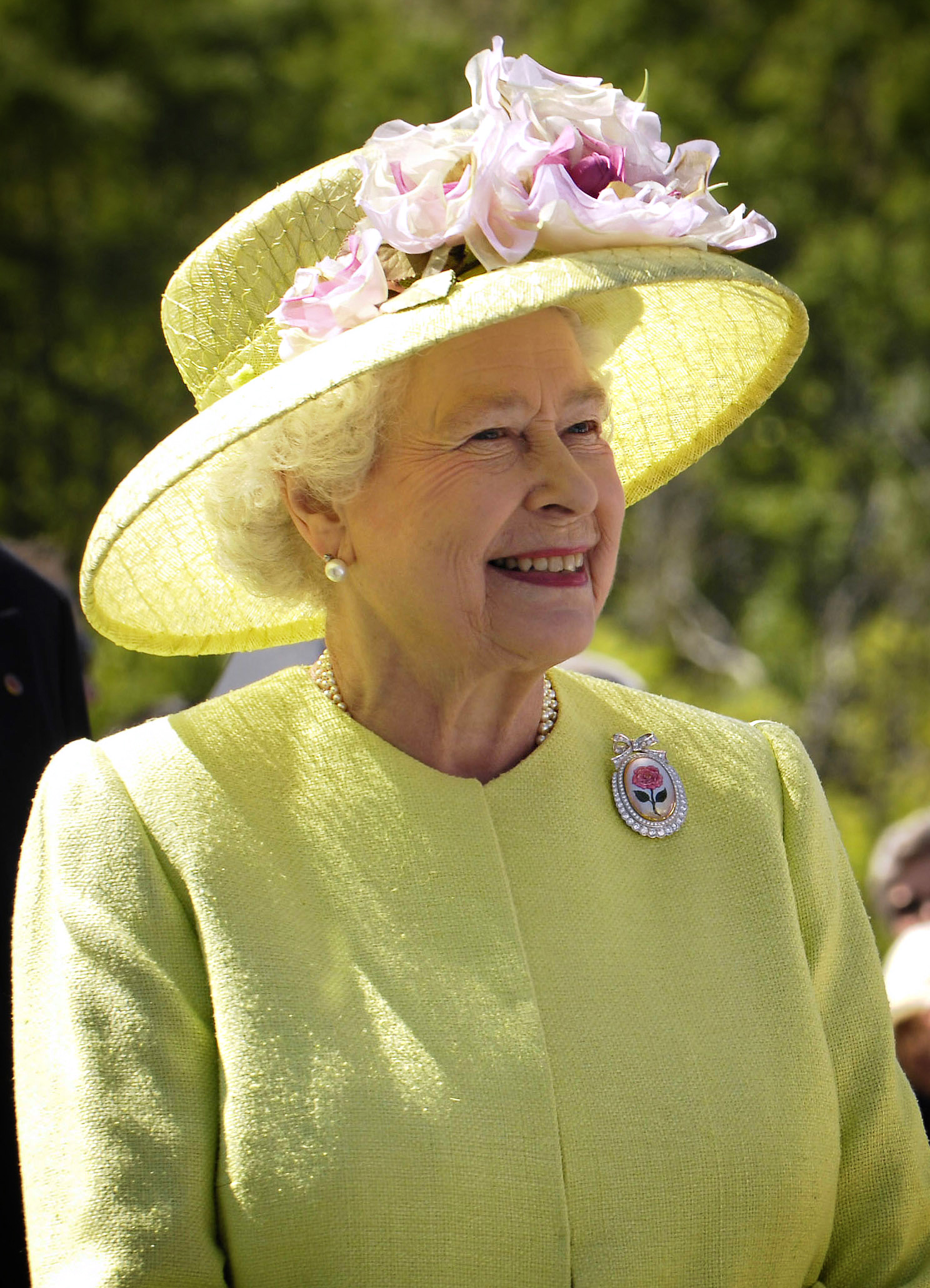
英国君主：伊丽莎白二世

## 大事記
- 1月16日，深水埗桂林街雙層巴士撞塌木樓，3死8傷。
- 1月18日，油蔴地窩打老道一間凉茶店門外一名酒樓夥伴被人亂刀斬死[1]。
- 2月1日，消防事務處實施火警分級制。
- 4月12日，一輛電車駛過皇后大道東一個彎角時，失事翻倒，造成1死59傷。[2]
- 5月24日，大埔林村槍戰，3死12傷。
- 5月27日－5月28日，颱風維奧娜掠過香港，天文台懸掛八號風球[3]，41人受傷[4]。
- 5月31日，尖沙咀金馬倫道樂天公寓命案
- 6月8日，披頭四樂隊到香港兩天，舉行國際巡迴表演香港站演唱會。[5]
- 6月11日，經過392日「艱苦歲月」後，香港市民終於可以脱離四日供水一次、改為每天供水(雖然也有時間限制)。
- 6月19日，香港小姐競選決賽於尖沙咀總統酒店舉行，[6]白紫薇奪得該屆香港小姐冠軍。
- 6月24日，
  - 中環百子里一號一幢六十年歷史舊木樓拆卸中倒塌。
  - 牛頭角觀塘道太平島公司發生氧氣筒爆炸，造成1死1傷。[7]
- 6月25日，赤柱監獄囚犯血案，2死數十傷。
- 7月4日，筲箕灣成安街工廠火警，4死4傷。[8]
- 7月9日，李鄭屋新區G座6樓少婦被殺。[9]
- 7月19日，長沙灣萬昌工廠大廈發生香港歷來首宗五級大火，焚燒70小時，無傷亡。[10][11]
- 8月8日－8月9日，超強颱風艾黛掠過香港，天文台懸掛九號風球[3]，造成5死56傷4失蹤[4]。
- 8月9日，九龍紅磡黃埔街21號B 6樓發生雙屍案。[12]
- 8月12日，大坑東徙置區N座姦殺案。
- 9月4日，奧運聖火於香港傳遞，由7位運動員由啓德機場接力運往香港大會堂。[13]
- 9月5日，超強颱風露比近距離掠過香港，皇家香港天文台於當日上午11時40分至下午15時35分懸掛十號風球[3]，釀成38死300傷6失蹤[4]。
- 9月10日，超強颱風莎莉掠過香港，天文台懸掛八號風球[3]，造成9死24傷[4]。
- 9月11日，
  - 一輛巴士於摩星嶺輾斃一名13歲學生。[14]
  - 筲箕灣聖十字徑村上午約6時發生山泥崩瀉，兩間木屋被沖走，8人死亡。[15][16]
- 9月13日，龍翔道貨車失事翻倒造成1死7傷。[17]
- 9月21日，柴灣道兩架巴士相撞，1死11傷。
- 9月21日，慈雲山新區第三十八座4樓311室未入伙徙置大厦單位內發現被姦殺裸屍。[18]
- 10月13日，颱風黛蒂近距離掠過香港，皇家香港天文台於凌晨4時正至中午12時15分懸掛十號風球[3]，與1923年共同創下香港於一年內兩度懸掛十號風球的記錄，並釀成26死85傷10失蹤[4]。
- 10月23日，中環和安里木樓發生五級大火，造成2死5傷。[19][20]
- 10月24日，慈雲山發生3死2傷連環斬殺案。
- 10月31日，牛頭角警崗警員被斬十餘刀致死。[21]
- 11月29日，深水埗醫局街立信塑膠廠首次發生五級大火，3人受傷。[22][23]
- 12月16日，大埔道木屋區火警，2童燒死。
- 12月25日，新蒲崗夏利文工廠大廈發生五級大火，1人受傷。[24][25]

## 出生人物
- 2月15日 鄧景輝（2015年12月24日逝世）
- 2月16日 劉青雲
- 2月21日 邱福龍
- 2月24日 邵仲衡
- 3月31日 黃貫中
- 4月26日 倪震
- 5月4日 黎耀祥
- 5月7日 駱達華
- 5月19日 吳啟華
- 5月29日 譚志源
- 6月17日 袁國強
- 6月30日 文雅麗
- 7月2日 張達明
- 7月8日 聶德權
- 7月16日 陳啟泰
- 7月16日 關詠荷
- 7月16日 劉錫明
- 8月1日 李澤鉅
- 8月17日 李偲嫣（2020年12月16日離世）
- 9月10日 梁榮忠
- 9月20日 張曼玉
- 10月6日 鄭浩南
- 10月9日 郭晉安
- 10月25日 莫乃光
- 10月28日 尹天照
- 11月4日 何華超
- 11月13日 黃家強
- 11月18日 溫兆倫
- 12月2日 張家輝
- 12月10日 劉美君
- 陳輝虹
- 夏永康

## 逝世人物
- 3月3日 半日安 著名粵劇丑生，於九龍法國醫院病逝。
- 4月22日 馬師曾 著名粵劇名伶。病逝北京。
- 7月17日 林黛，香港影星，服毒自殺。